# Plateado (color)
El plateado, es un color gris claro brillante que recuerda la plata. En heráldica se le ha denominado argén.
Por lo general, se espera que esta coloración tenga brillo metálico, por lo que en el arte y en la heráldica se prefiere una pintura metálica que brille como la plata verdadera. Un color gris claro mate, como la muestra de esta página, también puede considerarse color plateado.
Otros ejemplos y coloraciones similares:
| Nombre                | Muestra | Cod. Hex. | RGB | RGB | RGB | HSV | HSV | HSV |
| --------------------- | ------- | --------- | --- | --- | --- | --- | --- | --- |
| Plata                 |         | #BEBEBE   | 190 | 190 | 190 | —°  | 0%  | 75% |
| Aluminio              |         | #B9B8B5   | 185 | 184 | 181 | 45° | 2%  | 73% |
| Plata o plata antigua |         | #848482   | 132 | 132 | 130 | 60° | 2%  | 52% |

## Galería

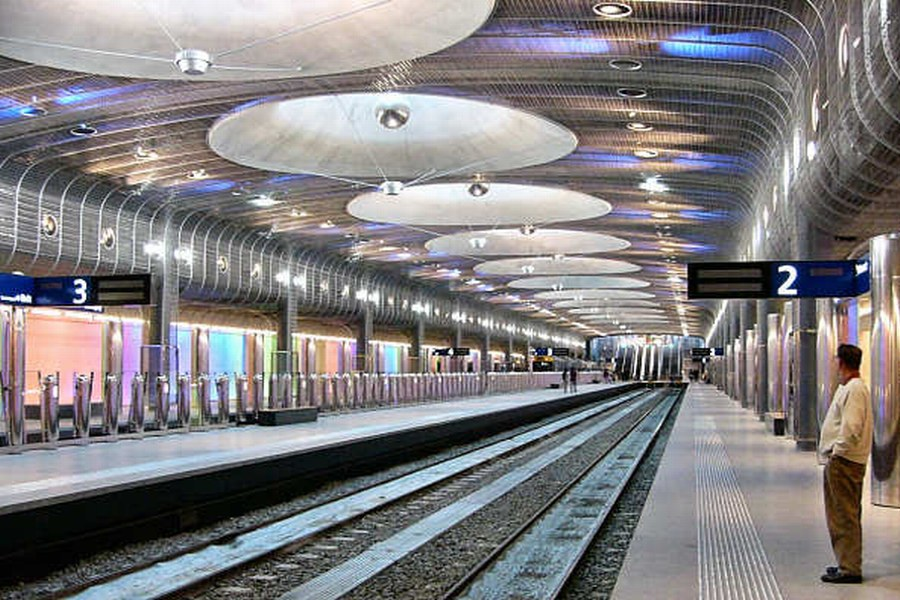
Estación de tren en Nueva Zelanda
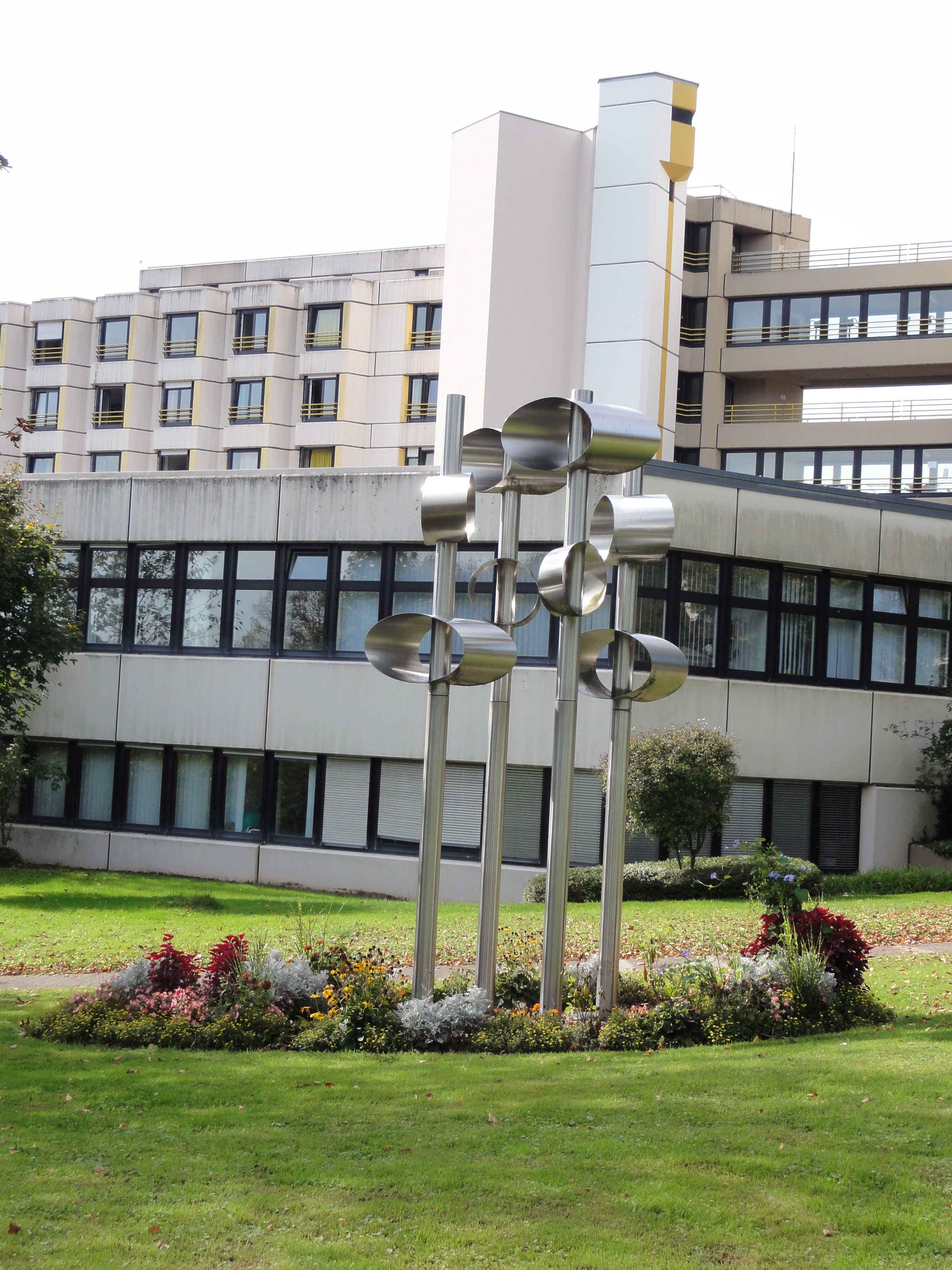
Inmueble plateado mate y escultura plateada brillante
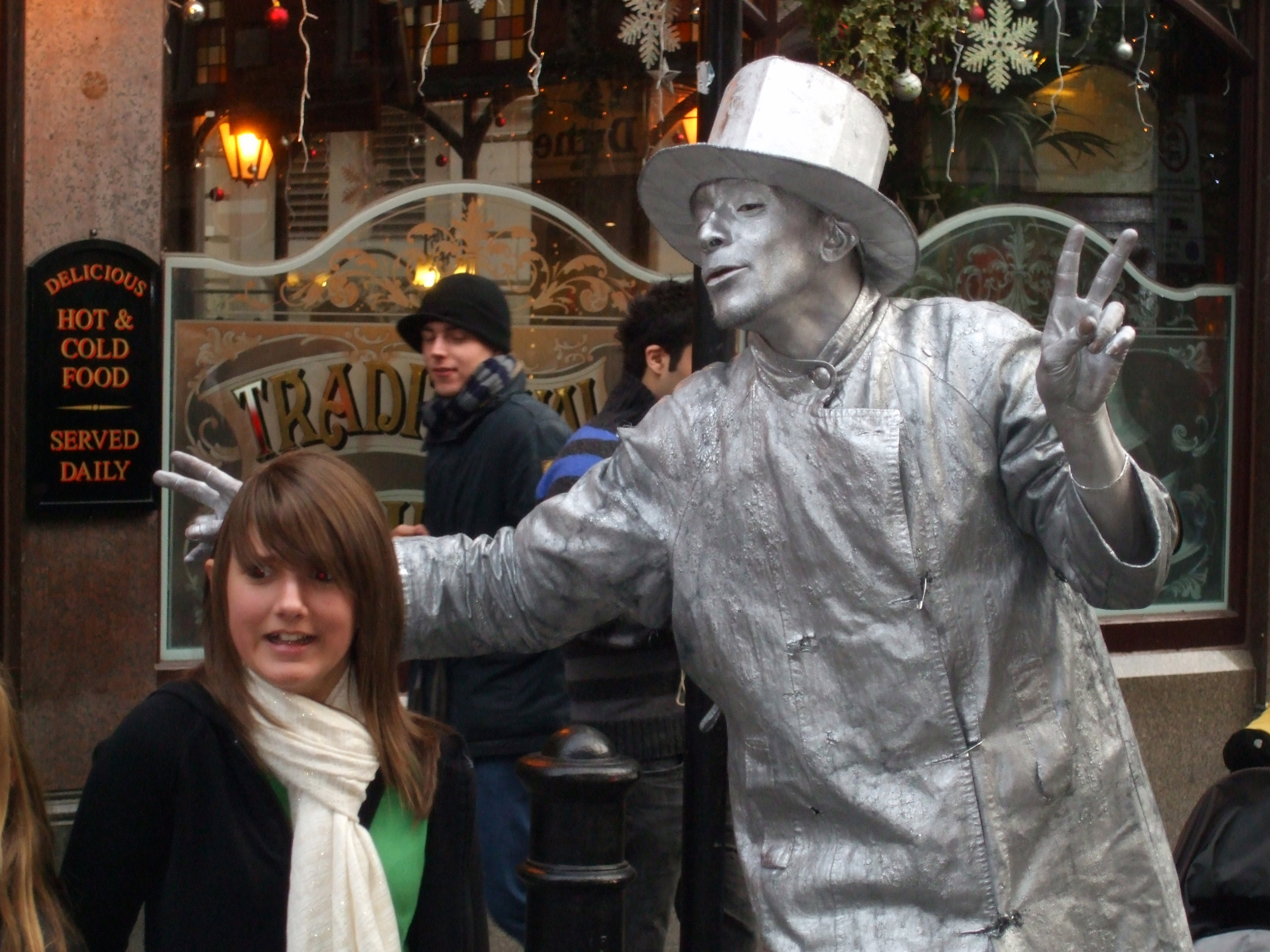
Mimo de estatua viviente
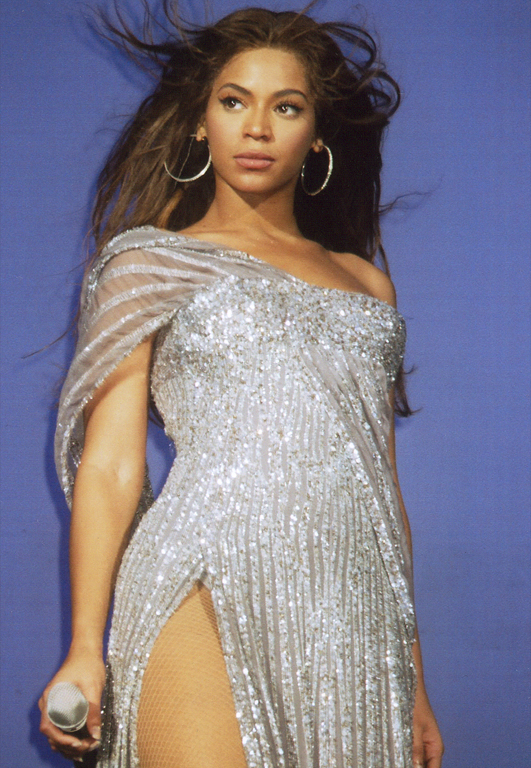
Vestido plateado. Foto: cantante Beyoncé
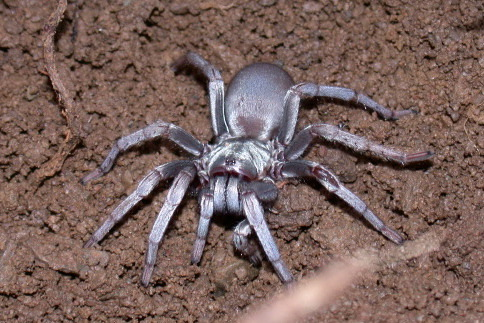
Araña Calisoga